# 安娜·索菲·雷文特洛
安娜·索菲·雷文特洛（丹麥語：Anna Sophie Reventlow，1693年4月16日—1743年1月7日）是一位丹麥王后，弗雷德里克四世的第二任妻子。
安娜·索菲是丹麥首相康拉德·馮·雷文特洛的女兒。當她和弗雷德里克四世於1712年結婚時，弗雷德里克四世與第一任妻子路易絲王后仍有婚姻關係，因此這段婚姻被視為重婚；當時丹麥法律並未禁止君主奉行一夫多妻。路易絲王后於1721年去世後，弗雷德里克四世讓她加冕為丹麥王后。

## 子女
1. 克里絲蒂亞娜·艾瑪莉亞（1723年－1724年），夭折
2. 弗雷德里克·克里斯蒂安（1726年－1727年），夭折
3. 卡爾（1728年－1729年），夭折